# Artchil Ier d'Iméréthie
Pour les articles homonymes, voir Artchil et Artchil Ier.
Artchil Ier d'Iméréthie (en géorgien : არჩილი) ou Shah-Nazar-Khan (1647-16 avril 1713) est un roi de la dynastie des Bagrations qui règne sur l'Iméréthie et sur la Kakhétie de 1664 à 1675, ainsi qu’un important poète, auteur de l’Archiliani.

## Biographie
Artchil ou Archil est le fils aîné du roi Vakhtang V de Karthli. Vakhtang V, converti formellement à l’islam, règne sur le Karthli depuis 1659 comme vassal du souverain séfévide de Perse sous le nom de Shah Nawaz II. Assuré de la confiance de son suzerain, il a l’ambition de rassembler sous son autorité les États géorgiens. En 1661 il met à profit l’anarchie dans laquelle a sombré le royaume d’Iméréthie après la destitution du roi Bagrat V d'Iméréthie pour porter au trône son propre fils aîné Artchil, âgé de 14 ans. Le gouvernement ottoman  considère que l’initiative de Vakhtang V remet en cause le partage de la Géorgie en sphères d’influence, en place depuis un siècle, et menace le Chah de Perse d’une entrée en guerre. Ce dernier exige que Vakhtang V rappelle son fils en 1663.
En compensation, le souverain iranien autorise Artchil à monter sur le trône de Kakhétie. Ce pays est en effet confié à des gouverneurs perses depuis la destitution du roi Teimouraz Ier de Kakhétie en 1648. À cette occasion, Artchil se convertit à l’islam et règne sous le nom de Shah Nazar Khan de 1664 à 1675 au détriment de l’héritier légitime, le prince Nicolas, ultérieurement roi Héraclius Ier de Kakhétie.
Afin de consolider sa situation, Artchil épouse en 1668 Kethévan, fille du prince David (mort en 1648), le fils de Teimouraz Ier de Kakhétie, et sœur du prétendant Nicolas qui s’est retiré en exil en Russie.
Nicolas de Kakhétie obtient toutefois l’autorisation du Chah de rentrer en Géorgie. Il se rend à la cour d’Ispahan où il se fait apprécier du souverain iranien par ses qualités guerrières. Ce dernier, toujours prompt à opposer entre eux ses vassaux géorgiens, décide de lui donner le trône de Kakhétie. Nicolas à cette occasion se convertit lui aussi à l’islam pour régner sous le  nom  Nazar-Ali-Khan, ou pour ses sujets chrétiens sous celui d’Héraclius Ier de Kakhétie.
Artchil Ier tente ensuite en vain à quatre reprises de se rétablir sur le trône d’Iméréthie :
- 1678-1679 : avec l’aide d’Aslan Ier Jakeli  Pacha d’Akhaltsikhé (1659-1680), sans l’accord des Ottomans qui le déposent et l’obligent à se réfugier une première fois en Russie jusqu’en 1686 ;
- 1690-1691 : encouragé par son frère Georges XI de Karthli, il est de nouveau chassé par la noblesse locale appuyée par les Ottomans, qui restaurent Alexandre IV d'Iméréthie ;
- 1695-1696 : il est expulsé par le « faiseur de rois » Georges Abaschidzé, qui porte au trône son gendre Georges V Gotcha ;
- 1698 : il est de nouveau chassé par Georges Abaschidzé, qui porte au trône son autre gendre Simon Ier d'Iméréthie.

Découragé, Artchil se retire définitivement en Russie avec sa famille en 1699 et il meurt à Moscou le 16 avril 1713 et sera enterré au cimetière Donskoï.

## Aspects religieux et culturels
Bien qu’officiellement musulman, Artchil a été un protecteur des Églises chrétienne pendant son règne en Kakhétie, et il a favorisé la reconstruction de nombreux édifices. Artchil a également été un protecteur des lettres géorgiennes. Il est à l’origine de la fondation en Russie de la première imprimerie de livres en géorgien.
Archil est également un poète en géorgien, et il a composé plusieurs recueils dont l’Archiliani (« le lais d’Artchil »), le « Dialogue entre Teimouraz et Chota Roustaveli », qui reproduit un entretien imaginaire entre le roi de Kakhétie et de Karthli, lui-même poète, et Chota Roustaveli, le poète épique géorgien contemporain de la reine Thamar Ire, et enfin les « Manières de Géorgie ».

## Mariage et descendance
Artchil Ier contracta deux unions, avec :
1. une fille du prince Nodar Tsitsivili, dont il divorce ;
2. en 1668 la reine Kethévan de Kakhétie (morte à Moscou le 5 mai 1719), dont :
  - Alexandre (1674-1711), général russe connu sous le nom de tsarevitch Alexandre Artchilevitch Imeretinski.

## Sources
- Cyrille Toumanoff, Les dynasties de la Caucasie chrétienne de l'Antiquité jusqu'au XIXe siècle : Tables généalogiques et chronologiques, Rome, 1990, p. 144-145.
- Nodar Assatiani et Alexandre Bendianachvili, Histoire de la Géorgie, Paris, l'Harmattan, 1997, 335 p. [détail des éditions] (ISBN 2-7384-6186-7, présentation en ligne), p. 196-197